# 日本フランス語フランス文学会
日本フランス語フランス文学会（にほんふらんすごふらんすぶんがくかい）は、日本の学会・学術団体。
1962年に東京大学名誉教授の辰野隆、鈴木信太郎らが結成した。年2回、学術雑誌『フランス語フランス文学研究』を刊行している。2016年からは全篇フランス語論文による雑誌『LITTERA』も刊行していた（2023年の第8号をもって一時休刊）。

## 歴代会長
- 名誉会長　辰野隆
- 1962年　鈴木信太郎（東京大学文学部）
- 1967年　渡辺一夫（東京大学文学部）
- 1969年　杉捷夫（東京大学文学部）
- 1973年　桑原武夫（京都大学人文科学研究所）
- 1977年　小場瀬卓三（東京都立大学）
- 1978年　新村猛（名古屋大学）
- 1981年　松下和則（東京大学教養学部）
- 1985年　田島宏（東京外国語大学）
- 1989年　川村克己（立教大学）
- 1993年　朝倉剛（東京外国語大学）
- 1997年　阿部良雄（東京大学教養学部）
- 2001年　菅野昭正（東京大学文学部）
- 2005年　塩川徹也（東京大学文学部）
- 2009年　吉川一義（京都大学）
- 2013年　柏木隆雄（大阪大学名誉教授）
- 2017年　石井洋二郎（東京大学名誉教授）[2]
- 2021年　小倉孝誠（慶応義塾大学）

## 地方支部と学術雑誌
- 北海道・東北支部
  - 『Nord-Est : 日本フランス語フランス文学会北海道・東北支部会報』[3]
    - 第16号（2023年）から。それ以前は 『Nord-Est : 日本フランス語フランス文学会東北支部会報』と『Septentrional : 日本フランス語フランス文学会北海道支部論集』[4]が別個に発行。
- 関東支部
  - 『日本フランス語フランス文学会関東支部論集』[5]
- 中部支部
  - 『日本フランス語フランス文学会中部支部研究論文集』[6]
- 関西支部
  - 日本フランス語フランス文学会関西支部論叢『関西フランス語フランス文学』[7]
- 中国・四国支部
  - 日本フランス語フランス文学会中国・四国支部論叢『フランス文学』[8]
- 九州支部
  - 九州フランス文学会『フランス文学論集』[9]